# Cordia brasiliensis
Cordia brasiliensis är en strävbladig växtart som först beskrevs av Ivan Murray Johnston, och fick sitt nu gällande namn av Gottschling och J.S.Mill.. Cordia brasiliensis ingår i släktet Cordia, och familjen strävbladiga växter. Inga underarter finns listade i Catalogue of Life.